# دانشگاه اتما جایا یوگیاکارتا
دانشگاه اتما جایا یوگیاکارتا (به لاتین: Atma Jaya University) یک دانشگاه در اندونزی است که در یوگیاکارتا واقع شده‌است.